# Baskemikalie
Baskemikalier är industriellt framställda kemiska ämnen ("kemikalier") som tillverkas i stor volym till lågt pris.
Världsproduktionen rör sig ofta om hundratusentals till miljontals ton per år för respektive baskemikalie. Bland baskemikalierna finns såväl oorganiska som organiska ämnen, och oftast rör det sig om ämnen som har en mycket bred användning som råvaror inom många olika områden.
Ibland utskiljs volymkemikalier som en egen kategori, som utgör vidareförädlade ämnen med mer specifikt användningsområde, men som ändå framställs i mycket stor volym. Exempel på dessa är vanliga polymerer, såsom polyeten, som är en vidareförädling av baskemikalien eten.
Motsatsen till baskemikalier är finkemikalier eller specialkemikalier, som tillverkas i betydligt mindre mängd och till högre pris.

## Exempel på baskemikalier

### Oorganiska baskemikalier
- Svavelsyra
- Salpetersyra
- Saltsyra
- Ammoniak
- Natriumhydroxid
- Natriumkarbonat (soda)
- Klorgas
- Väteperoxid

### Organiska baskemikalier
- Eten
- Propen
- Vinylklorid
- 1,2-dikloretan
- Styren
- Bensen
- Toluen
- Fenol
- Metanol
- Formaldehyd
- Etenoxid
- Propenoxid